# Saint Albans (ville, Vermont)
Pour les articles homonymes, voir Saint Albans.
Saint Albans est une ville américaine de l'État du Vermont, située dans le comté de Franklin, dont elle est le siège administratif. Lors du recensement en 2020, sa population s'élevait à 6 877 habitants.

## Géographie
La ville occupe un territoire de 5,25 km2, totalement enclavé dans la municipalité de Saint Albans, qui elle possède le statut de town. Son centre se trouve situé à 24 km au sud de la frontière du Canada (province de Québec). Elle est arrosée par la Brook.

## Histoire

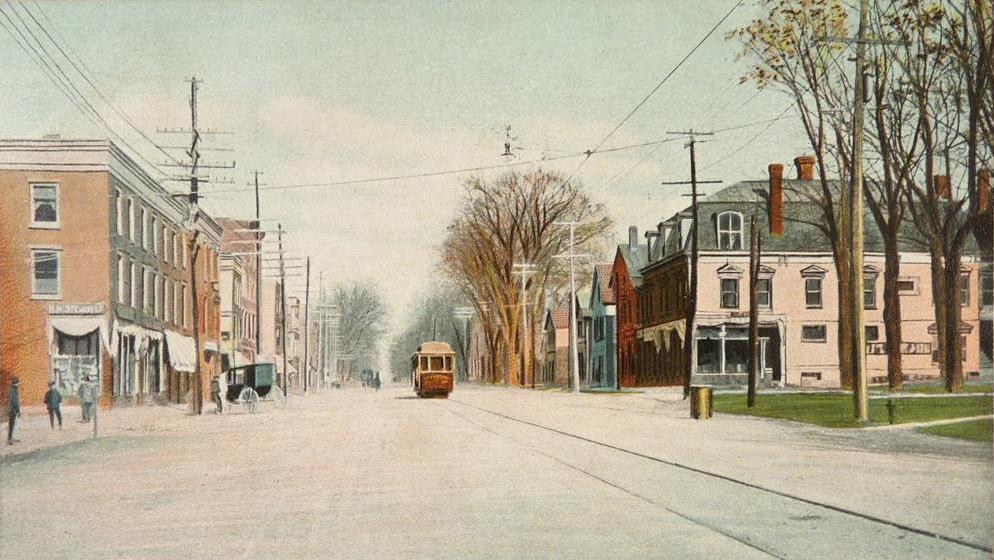
La rue principale en 1909.

L'histoire de Saint Albans commence le 17 août 1763 avec Benning Wentworth, gouverneur de la province du New Hampshire, quand il attribue les terres du lieu à Stephen Pomeroy et soixante-trois autres personnes. Nommée d'après la ville de Saint Albans dans le Hertfordshire, en Angleterre, la localité est fondée lors de la Révolution américaine par Jesse Walden, mais la colonisation ne commence qu'après la guerre d'indépendance, vers 1785. Au milieu du XIXe siècle, Saint Albans se fait connaître comme la ville du chemin de fer quand est construite la gare principale du réseau d'une importante compagnie, la Vermont and Canada Railroad. Lorsque le village de Saint Albans devient une municipalité en 1859, il possède une fonderie, une manufacture de wagons et plusieurs ateliers mécaniques.
Durant la guerre de Sécession, Saint Albans subit une incursion des Confédérés le 19 octobre 1864. Cette opération militaire est connue sous le nom du raid de St. Albans. 
En 1902, la ville de Saint Albans, 518 hectares, est séparée du bourg rural du même nom qui l'entoure pour former une municipalité distincte sous le statut de city.

## Démographie
| Groupe            | Saint Albans | Vermont | États-Unis |
| ----------------- | ------------ | ------- | ---------- |
| Blancs            | 94,2         | 95,3    | 72,4       |
| Métis             | 2,7          | 1,7     | 2,9        |
| Asiatiques        | 0,9          | 1,3     | 4,8        |
| Afro-Américains   | 0,8          | 1,0     | 12,6       |
| Autres            | 0,4          | 0,8     | 7,1        |
| Total             | 100          | 100     | 100        |
|                   |              |         |            |
| Latino-Américains | 1,8          | 1,5     | 17,37      |

Selon l'American Community Survey, pour la période 2011-2015, 95,52 % de la population âgée de plus de 5 ans déclare parler l'anglais à la maison, alors que 2,04 % déclare parler le français, 0,97 % le polonais, 0,63 % l'espagnol, 0,57 % le tagalog et 0,27 % une autre langue.

## Économie et infrastructures

### Niveau des revenus
En 2000, le revenu moyen annuel pour un ménage de Saint Albans est de 37 221 $ et 44 286 $ pour une famille. Les hommes ont un revenu moyen de 31 340 $ contre 23 262 $ pour les femmes.  Le revenu par résident de la ville est 17 853 $. Environ 8,5 % des familles et 9,6 % de la population totale vit en dessous du seuil de pauvreté, dont 9,2 % sont sous l'âge de 18 ans et 11,9 % sont des personnes âgées de 65 ans ou plus.

### Secteur des services
L' USCIS a un centre de service à Saint Albans. 

### Voies de communication et transports

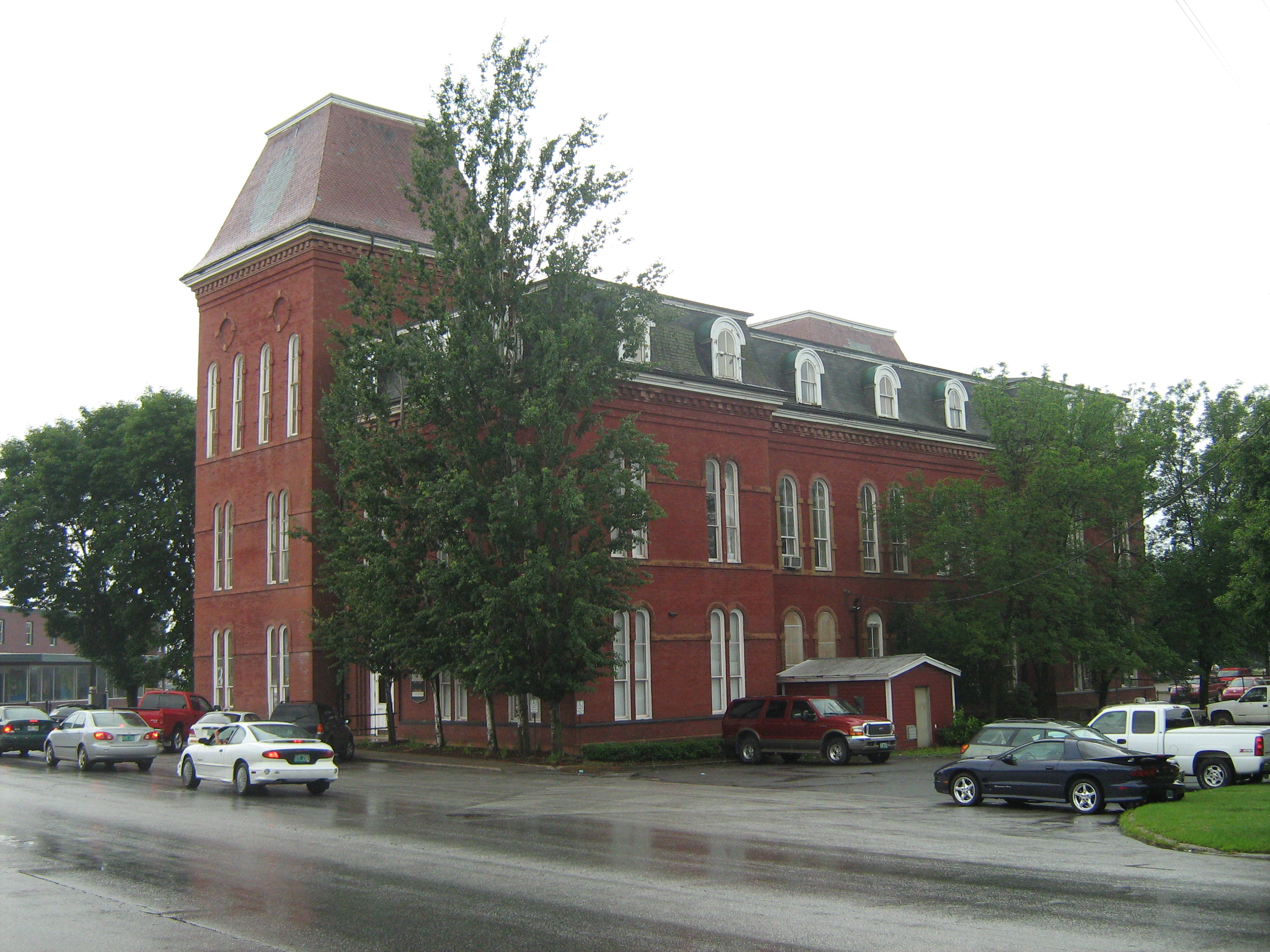
Le siège social de la compagnie New England Railway.

La ville a été une ville de chemin de fer pendant plusieurs années. Aujourd'hui elle continue son importance avec le chemin de fer New England Central. La gare est aussi le terminus nord du Vermonter, un train du réseau Amtrak. Ce train fonctionne tous les jours entre Saint Albans et les villes de New York et Washington, DC.

## Politique et administration
Saint Albans est administrée par un conseil municipal composé de six membres et d'un maire, tous élus au suffrage universel par la population pour un mandat de quatre ans.

## Culture

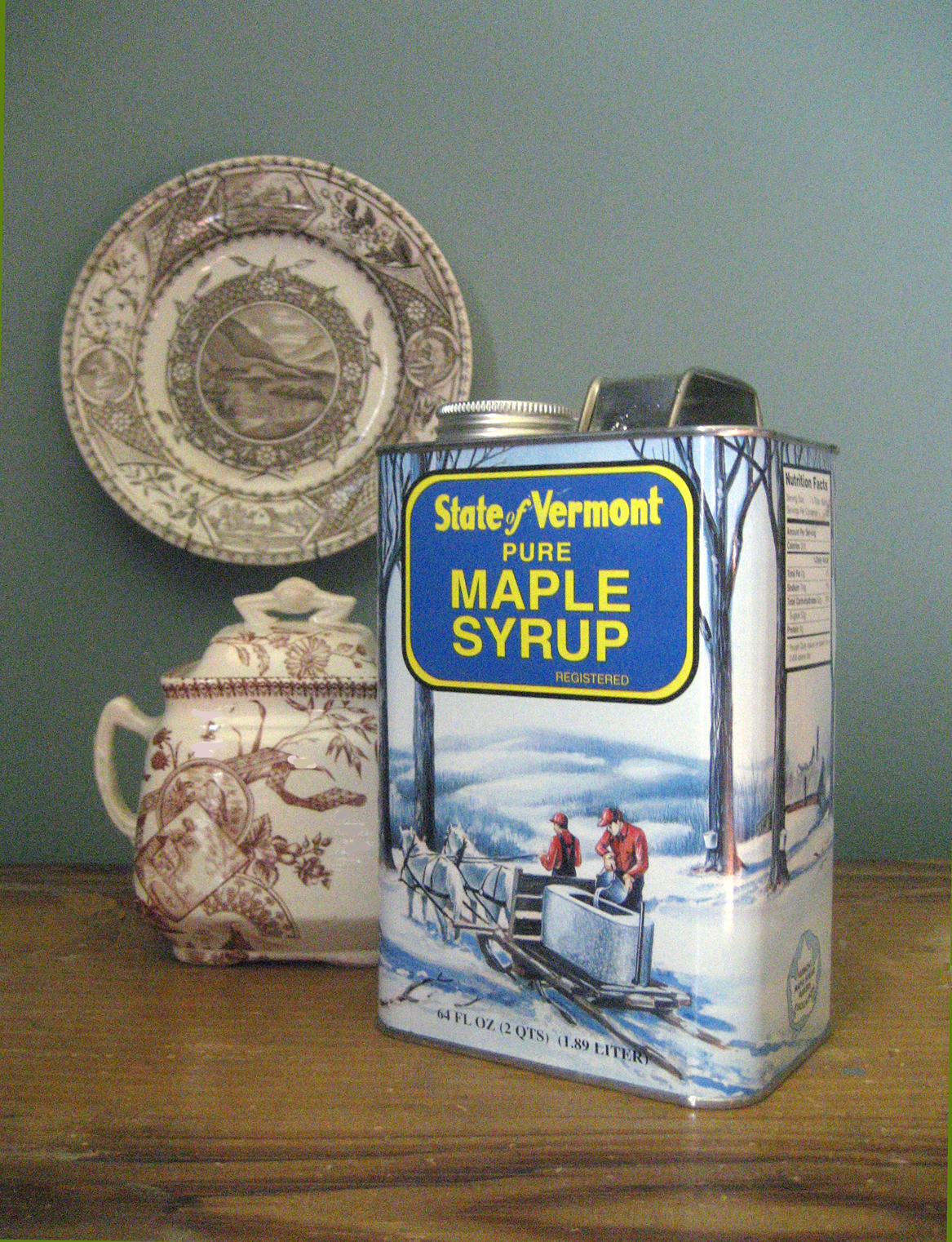
L'État du Vermont est le plus grand producteur de sirop d'érable aux États-Unis.

Saint Albans se considère comme «la capitale mondiale du sirop d'érable», et chaque année à la fin avril se tient le Festival de l'érable du Vermont. Le festival comprend de nombreuses activités reliées à l'alimentation ainsi qu'une course à pied de Swanton à Saint Albans (de 13,2 km). Pendant l'événement de trois jours, ont lieu des expositions d'art, des démonstrations culinaires et des animations. Un grand déjeuner aux crêpes est également tenue avec un défilé et le couronnement du roi et de la reine du festival.
L'ancienne prospérité industrielle a laissé derrière elle beaucoup d'édifices industriels du début du XXe siècle qui depuis ont été restaurés. Aujourd'hui, la ville est une destination touristique pour son style victorien datant de l'époque florissante des chemins de fer, lorsque plus de 200 trains y passaient chaque semaine.
Saint Albans est également un centre de recherches généalogiques, car beaucoup d'Européens y transitaient, venant de Montréal pour immigrer aux États-Unis.

## Sports et loisirs
Saint Albans possède l'équipe de soccer Voltage du Vermont, membre de la Premier Development League. L'équipe joue ses matchs à domicile au Complexe sportif Collins-Perley.

## Médias
Saint Albans possède son journal local, The St. Albans Messenger, qui est publié quotidiennement du lundi au samedi. Deux stations de radio (WLFE 102.3 fm et WRSA 1420 am) diffusent dans la région.

## Personnalités liées à Saint Albans

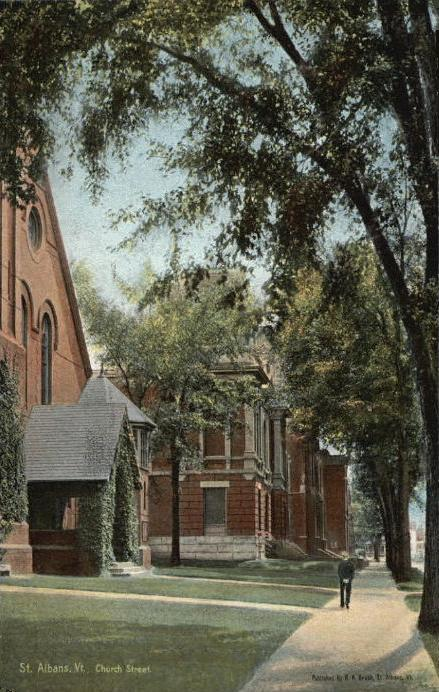
Rue Church en 1909.

- Warren Austin, sénateur et ambassadeur ;
- Arthur Scott Bailey, auteur de livres pour enfants ;
- Bradley Barlow, membre du Congrès américain ;
- Paul Blackburn, poète ;
- Ezra Brainerd, professeur d'université ;
- Lawrence Brainerd, sénateur ;
- Richard Brewer, cowboy célèbre et bandit ;
- Elbert S. Brigham, membre du Congrès américain ;
- Josiah Sandford Brigham, physicien et politicien ;
- Abbott Lowell Cummings, historien et généalogiste ;
- Winston Freer, magicien ;
- Frances Frost, poète,
- Frank L. Greene, membre du Congrès américain;
- John LeClair, joueur de hockey de la LNH ;
- Daniel Parent, écrivain et artiste ;
- Louis Sherry, restaurateur et hôtelier ;
- Ann Eliza Smith, écrivaine ;
- J. Gregory Smith, entrepreneur du chemin de fer et gouverneur du Vermont ;
- John Smith, membre du Congrès américain ;
- William Farrar Smith, ingénieur et général ;
- Worthington Curtis Smith, membre du Congrès américain;
- George J. Stannard, général des forces armées américaines ;
- Ben Swift, membre du Congrès américain, sénateur et gouverneur du Vermont ;
- William Shepard Wetmore, marchand ;
- Augustus Young, membre du Congrès américain.